# Греждяну Віоріка Георгіївна
Віоріка Георгіївна Греждяну (нар. 18 січня 1989) — українська футболістка.

## Життєпис
Футбольну кар'єру розпочала в складі київського «Олімпу». У 1994 році перебралася в макіївську «Сталь-Ніку-ММК». У чемпіонаті України дебютувала 1994 року. Після цього захищала кольори «ЦПОР-Донеччанки», у футболці якої 2001 року й завершила футбольну кар'єру.